# Michaela Jelínková
Michaela Jelínková est une ancienne joueuse tchèque de volley-ball née le 2 décembre 1985 à Brno. Elle mesure 1,86 m et jouait au poste de passeuse. Elle a totalisé 86 sélections en équipe de République tchèque. 

## Clubs
| Club                 | De        | À         |
| -------------------- | --------- | --------- |
| VK Kralovo Pole Brno |           | 2002-2003 |
| RC Cannes            | 2003-2004 | 2006-2007 |
| Hainaut Volley       | 2007-2008 | 2007-2008 |
| VK Prostějov         | 2008-2009 | 2008-2009 |
| USC Münster          | 2009-2010 | 2011-2012 |
| VK AGEL Prostějov    | 2012-2013 | 2012-2013 |

## Palmarès
- Championnat de République tchèque (2)
  - Vainqueur : 2003, 2009, 2013.
- Coupe de République tchèque
  - Vainqueur : 2013.
- Championnat de France (3)
  - Vainqueur : 2004, 2005, 2006
- Coupe de France (3)
  - Vainqueur : 2004, 2005, 2006